# الماس بنفش
الماس بنفش فیلمی به کارگردانی و نویسندگی رحیم رحیمی‌پور است. این فیلم محصول کشور ایران و تولید سال ۱۳۶۸ می‌باشد.

## خلاصه
در کشاکش جنگ ایران و عراق سه گروه از رزمندگان برای تصرف تپه‌ای با موقعیت استراتژیک که در اختیار ارتش عراق است، وارد عمل می‌شوند. اعضای دو گروه بر اثر بمباران شیمیایی کشته می‌شوند؛ اما گروه سوم، تحت فرماندهی فردی به نام حاج حسین، پس از جنگ و گریزهای فراوان موفق به باز پس گرفتن تپه می‌شوند.